# Ceratophyllum demersum
Ceratophyllum demersum es una especie de Ceratophyllaceae, con una distribución cosmopolita en regiones templadas y tropicales. Esta planta acuática es conocida popularmente como mil hojas de agua, bejuquillo, cola de zorro o pinito de agua.

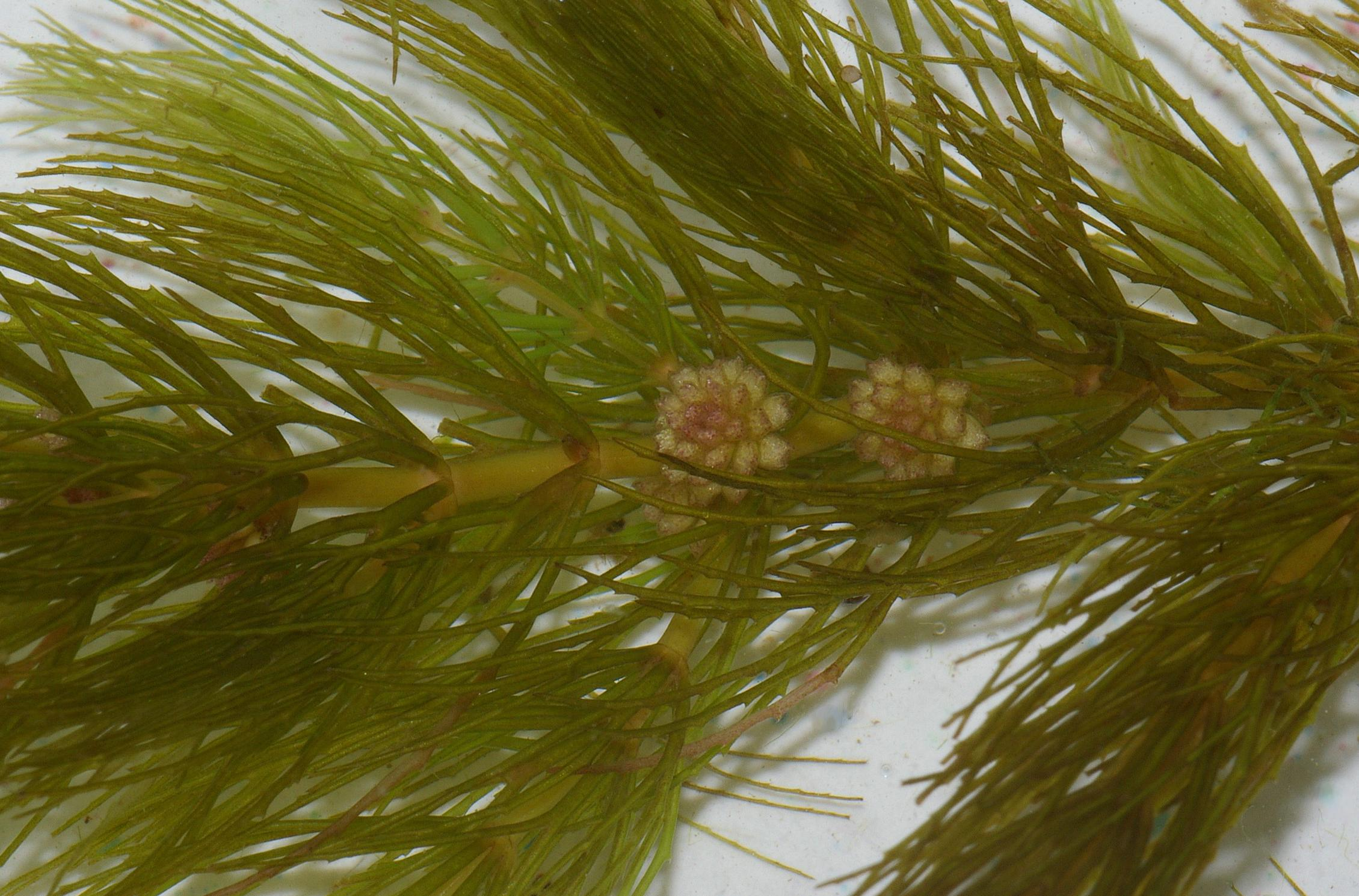
Detalle de hojas y flores masculinas

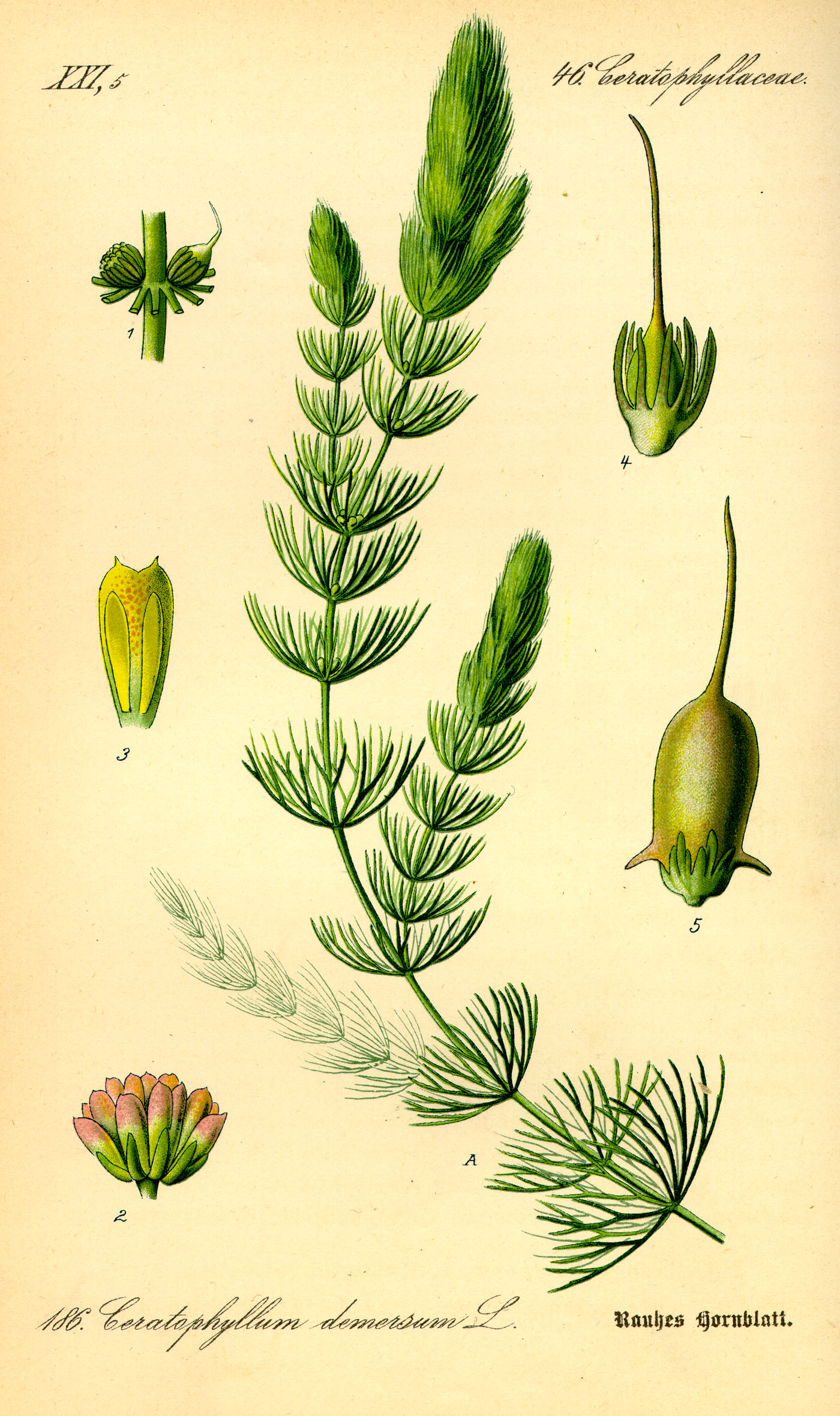
Ilustración

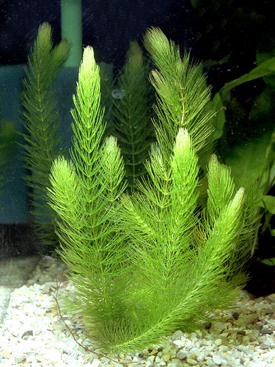
Vista de la planta

## Desarrollo
Crece en lagos y ríos de corriente lenta a moderada alrededor del mundo.
Es una planta acuática perenne y resistente, considerada como de fácil mantenimiento en acuarios y estanques. Carece de raíces; se desarrolla flotando en su ambiente, creciendo por un extremo conforme el otro, la base, se va descomponiendo.
Vive con las hojas y los tallos totalmente sumergidos, estos últimos se caracterizan por ser quebradizos. Pueden anclarse por motivos ornamentales, recomendándose en esos casos que el sustrato tenga una profundidad de 7-9 cm. para evitar la molestia de que la planta salga a flote nuevamente y se termine dañándola al devolverla a su lugar.
Crece ramificada, lo cual hace sencillo separar gajos para que estos se conviertan en una nueva planta. Además de reproducirse por propagación vegetativa, también poseen flores, masculinas y femeninas, encontradas en diferentes nodos.

## Condiciones Idóneas
Aguas blandas, de ph neutro o ligeramente ácidas. Deben poseer iluminación intensa; además, los abonos a aplicarse deben ser aquellos que se disuelven en el agua, ya que, como se dijo anteriormente, carecen de raíces. Hay ciertas variedades que desarrollan raicillas dado que prefieren crecer arraigadas; estas raíces las desarrollan con el único fin de sujetarse, no para absorber nutrientes y, por tanto, hacen que el abono hidrosoluble siga siendo la mejor opción.
La temperatura ideal para estas plantas varía según el hábitat de las variedades. Las que provienen de Sudamérica prefieren aguas frías y con mayor circulación; por otro lado, variedades europeas como Ceratophyllum Submersum prefieren aguas templadas y con menor flujo, pudiendo vivir incluso en aguas estancadas.
Ceratophyllum Submersum. Con menor follaje que C. Demersum.

## Usos
Resulta útil en acuarios-g y estanques no solo por su valor estético, sino también porque ayudan a controlar las algas y mantener el acuario oxigenado. Si se les proporciona suficiente luz y filtración, pueden desarrollarse perfectamente; no obstante, debe ir podándosela conforme crece, ya que pueden alcanzar una altura promedio de 1,50 m.
Son importantes en sus ambientes naturales debido a que sirven como lugar de puesta y como posterior refugio para los alevines y especies de peces pequeños. Sus hojas y frutos, además, constituyen un alimento importante para aves migratorias en determinadas zonas.
Pueden resultar molestas por poder obstruir canales de riego y dificultar la navegación, pesca y actividades recreacionales acuáticas.

## Taxonomía
Ceratophyllum demersum fue descrita por Carlos Linneo y publicado en Species Plantarum 2: 992. 1753.
Sinonimia
- Ceratophyllum aquaticum H.C.Watson
- Ceratophyllum asperum Lam.
- Ceratophyllum cornutum Rich.
- Ceratophyllum gibbum Laforet ex Nyman
- Ceratophyllum indicum Willd. ex Cham.
- Ceratophyllum oxyacanthum Cham.
- Ceratophyllum tricorne Dumort.
- Ceratophyllum tricuspidatum Dumort.
- Ceratophyllum tuberculatum Cham.
- Ceratophyllum verticillatum Roxb.
- Ceratophyllum vulgare Schleid.
- Dichotophyllum demersum (L.) Moench[6]